# Amtsgericht Überlingen

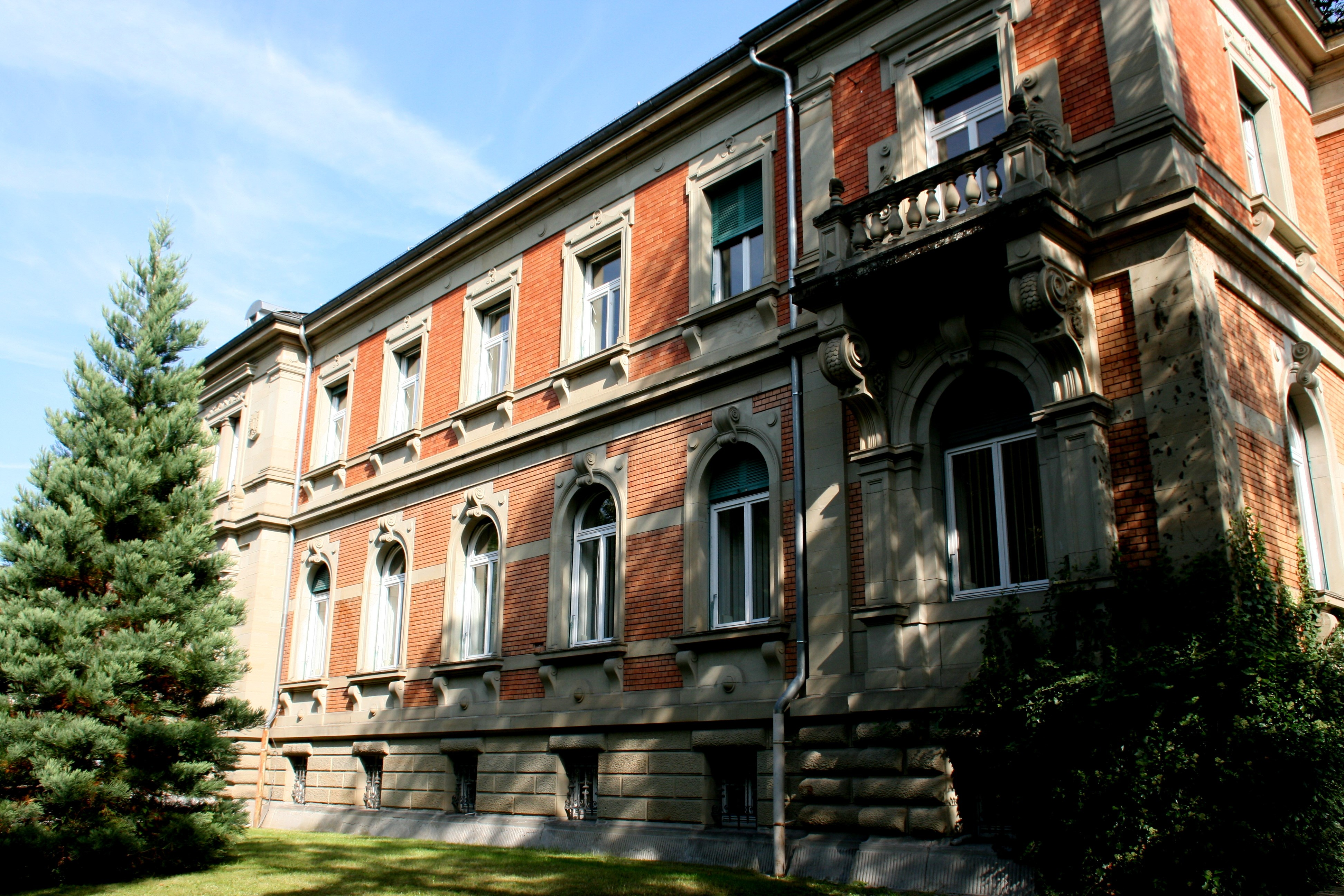
Gerichtsgebäude

Das Amtsgericht Überlingen ist ein Gericht der ordentlichen Gerichtsbarkeit und eines von sieben Amtsgerichten (AG) im Landgerichtsbezirk Konstanz. Direktor des Amtsgerichts ist seit 2015 Günther Völk.

## Gerichtssitz und -bezirk
Das Gericht hat seinen Sitz in Überlingen und ist für die Gemeinden Bermatingen, Daisendorf, Deggenhausertal, Frickingen, Hagnau am Bodensee, Heiligenberg, Markdorf, Meersburg, Oberteuringen, Owingen, Salem, Sipplingen, Stetten, Überlingen, Uhldingen-Mühlhofen zuständig.
Grundsätzlich ist das Amtsgericht Überlingen für alle amtsgerichtlichen Angelegenheiten zuständig, zudem übernimmt das Amtsgericht Überlingen die Zwangsversteigerungs- und -verwaltungsverfahren für den Bezirk des Amtsgerichts Stockach. 

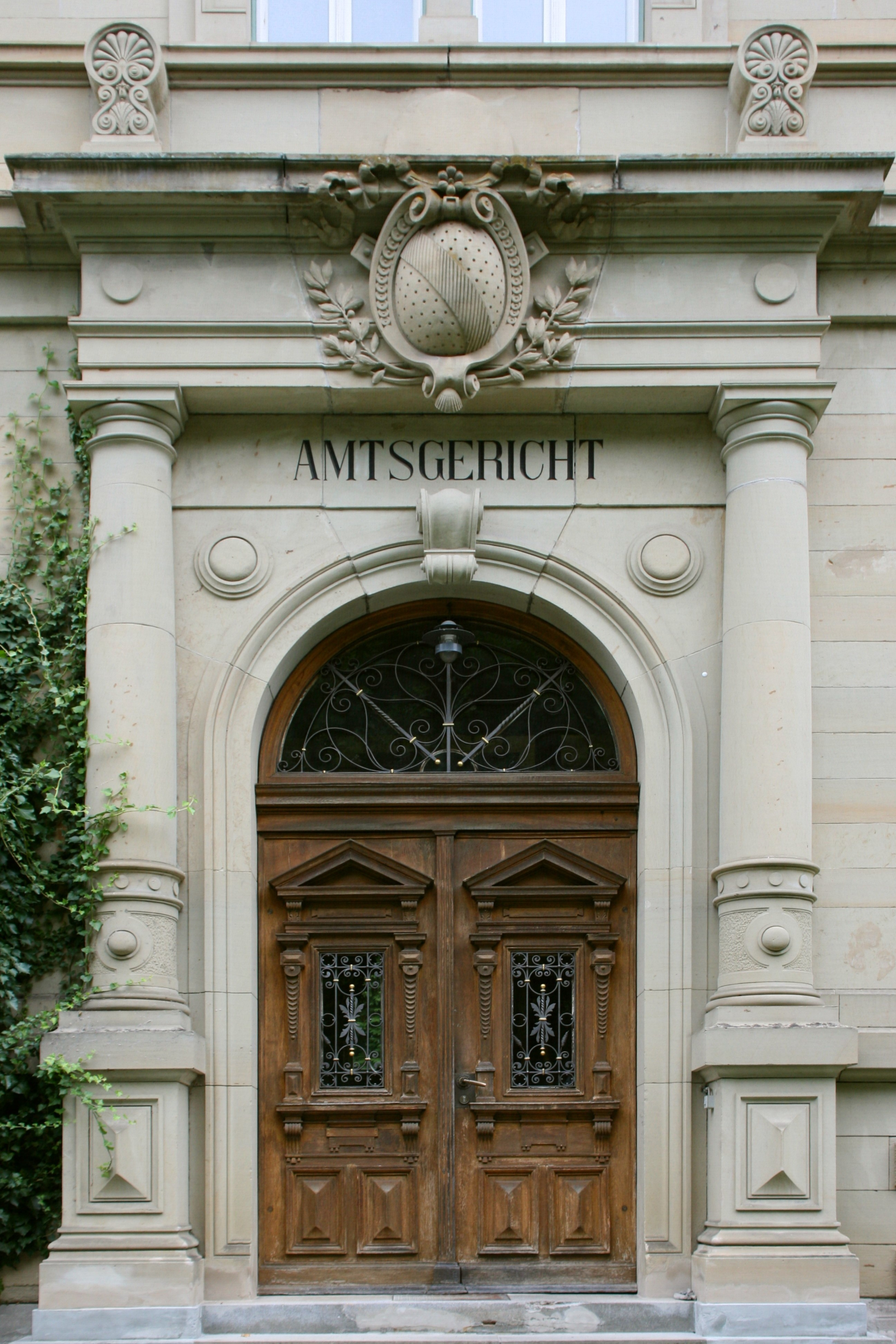
Das Portal mit dem Wappen des Großherzogtums Baden

In Sachen Mahngericht ist das Amtsgericht Stuttgart zentral für ganz Baden-Württemberg zuständig, für Insolvenzverfahren und das Schiffsregister ist das Amtsgericht Konstanz, für Landwirtschaftssachen ist das Amtsgericht Singen (Hohentwiel) und für Handels-, Genossenschafts- und das Partnerschaftsregister ist das Amtsgericht Freiburg im Breisgau zuständig.

## Gebäude
Das Gerichtsgebäude an der Bahnhofstraße 8 wurde Anfang der 1890er Jahre nach Plänen des badischen Baudirektors Josef Durm im Stil der Neorenaissance errichtet und schließlich 1892 als Großherzogliches Amtsgericht eingeweiht. Das heute denkmalgeschützte Gebäude besteht aus einem zweigeschossigen, mit Säulenportal geschmückten, Hauptbau aus Mauerziegel. Westlich vom Hauptbau ist in einem eingeschossigen Anbau ein Gerichtssaal untergebracht. Bevor dieses Gerichtsgebäude entstand, wechselte das Amtsgericht mehrmals die Gebäude in Überlingen: bis 1892 war es in einem ehemaligen Patrizierhaus der Reichlin von Meldegg an der Gradebergstraße untergebracht (später Gewerbeschule, heute städtische Musikschule), davor befand es sich als Bezirksstrafgericht samt Gefängnis im alten Überlinger Franziskanerkloster und Anfang des 19. Jahrhunderts, nach der Gründung des Bezirksamtes Überlingen, im Rathaus der Stadt.

## Übergeordnete Gerichte
Dem Amtsgericht Überlingen ist das Landgericht Konstanz, diesem das Oberlandesgericht Karlsruhe übergeordnet.